# Eleições autárquicas portuguesas de 1976 no distrito de Viana do Castelo
| Eleições autárquicas portuguesas de 1976 Distritos: Aveiro \| Beja \| Braga \| Bragança \| Castelo Branco \| Coimbra \| Évora \| Faro \| Guarda \| Leiria \| Lisboa \| Portalegre \| Porto \| Santarém \| Setúbal \| Viana do Castelo \| Vila Real \| Viseu \| Açores \| Madeira |

## Resultados por concelho
Os resultados nos concelhos do distrito de Viana do Castelo foram os seguintes:

### Arcos de Valdevez
| Partido                 | Partido                     | Votos  | %               | Vereadores |
| ----------------------- | --------------------------- | ------ | --------------- | ---------- |
|                         | Partido Social Democrata    | 5 012  | 43,81 / 100,00  | 4 / 7      |
|                         | Partido Socialista          | 2 714  | 23,72 / 100,00  | 2 / 7      |
|                         | Centro Democrático Social   | 2 415  | 21,11 / 100,00  | 1 / 7      |
|                         | Frente Eleitoral Povo Unido | 493    | 4,31 / 100,00   | 0 / 7      |
| Votos Inválidos         | Votos Inválidos             | 806    | 7,05 / 100,00   |            |
| Total                   | Total                       | 11 440 | 100,00 / 100,00 | 7 / 7      |
| Eleitorado/Participação | Eleitorado/Participação     | 20 608 | 55,51 / 100,00  |            |

### Caminha
| Partido                 | Partido                     | Votos  | %               | Vereadores |
| ----------------------- | --------------------------- | ------ | --------------- | ---------- |
|                         | Partido Socialista          | 2 886  | 40,40 / 100,00  | 3 / 7      |
|                         | Partido Social Democrata    | 2 290  | 32,06 / 100,00  | 3 / 7      |
|                         | Centro Democrático Social   | 759    | 10,63 / 100,00  | 1 / 7      |
|                         | Frente Eleitoral Povo Unido | 682    | 9,55 / 100,00   | 0 / 7      |
|                         | MRPP                        | 90     | 1,26 / 100,00   | 0 / 7      |
| Votos Inválidos         | Votos Inválidos             | 436    | 6,10 / 100,00   |            |
| Total                   | Total                       | 7 143  | 100,00 / 100,00 | 7 / 7      |
| Eleitorado/Participação | Eleitorado/Participação     | 10 576 | 67,54 / 100,00  |            |

### Melgaço
| Partido                 | Partido                     | Votos | %               | Vereadores |
| ----------------------- | --------------------------- | ----- | --------------- | ---------- |
|                         | Partido Socialista          | 1 649 | 36,31 / 100,00  | 2 / 5      |
|                         | Partido Social Democrata    | 1 529 | 33,66 / 100,00  | 2 / 5      |
|                         | Centro Democrático Social   | 949   | 20,89 / 100,00  | 1 / 5      |
|                         | Frente Eleitoral Povo Unido | 169   | 3,72 / 100,00   | 0 / 5      |
| Votos Inválidos         | Votos Inválidos             | 246   | 5,41 / 100,00   |            |
| Total                   | Total                       | 4 542 | 100,00 / 100,00 | 5 / 5      |
| Eleitorado/Participação | Eleitorado/Participação     | 9 052 | 50,18 / 100,00  |            |

### Monção
| Partido                 | Partido                     | Votos  | %               | Vereadores |
| ----------------------- | --------------------------- | ------ | --------------- | ---------- |
|                         | Centro Democrático Social   | 3 292  | 36,52 / 100,00  | 3 / 7      |
|                         | Partido Socialista          | 2 787  | 30,92 / 100,00  | 2 / 7      |
|                         | Partido Social Democrata    | 2 085  | 23,13 / 100,00  | 2 / 7      |
|                         | Frente Eleitoral Povo Unido | 438    | 4,86 / 100,00   | 0 / 7      |
| Votos Inválidos         | Votos Inválidos             | 412    | 4,57 / 100,00   |            |
| Total                   | Total                       | 9 014  | 100,00 / 100,00 | 7 / 7      |
| Eleitorado/Participação | Eleitorado/Participação     | 16 052 | 56,15 / 100,00  |            |

### Paredes de Coura
| Partido                 | Partido                     | Votos | %               | Vereadores |
| ----------------------- | --------------------------- | ----- | --------------- | ---------- |
|                         | Partido Social Democrata    | 1 331 | 37,87 / 100,00  | 3 / 5      |
|                         | Partido Socialista          | 1 238 | 35,22 / 100,00  | 2 / 5      |
|                         | Centro Democrático Social   | 423   | 12,03 / 100,00  | 0 / 5      |
|                         | Frente Eleitoral Povo Unido | 288   | 8,19 / 100,00   | 0 / 5      |
| Votos Inválidos         | Votos Inválidos             | 235   | 6,68 / 100,00   |            |
| Total                   | Total                       | 3 515 | 100,00 / 100,00 | 5 / 5      |
| Eleitorado/Participação | Eleitorado/Participação     | 7 776 | 45,20 / 100,00  |            |

### Ponte da Barca
| Partido                 | Partido                     | Votos | %               | Vereadores |
| ----------------------- | --------------------------- | ----- | --------------- | ---------- |
|                         | Partido Social Democrata    | 3 027 | 53,49 / 100,00  | 3 / 5      |
|                         | Centro Democrático Social   | 986   | 17,42 / 100,00  | 1 / 5      |
|                         | Partido Socialista          | 942   | 16,65 / 100,00  | 1 / 5      |
|                         | Frente Eleitoral Povo Unido | 363   | 6,41 / 100,00   | 0 / 5      |
| Votos Inválidos         | Votos Inválidos             | 341   | 6,03 / 100,00   |            |
| Total                   | Total                       | 5 659 | 100,00 / 100,00 | 5 / 5      |
| Eleitorado/Participação | Eleitorado/Participação     | 8 871 | 63,79 / 100,00  |            |

### Ponte de Lima
| Partido                 | Partido                     | Votos  | %               | Vereadores |
| ----------------------- | --------------------------- | ------ | --------------- | ---------- |
|                         | Centro Democrático Social   | 8 371  | 43,29 / 100,00  | 3 / 7      |
|                         | Partido Social Democrata    | 6 651  | 34,39 / 100,00  | 3 / 7      |
|                         | Partido Socialista          | 2 362  | 12,21 / 100,00  | 1 / 7      |
|                         | Frente Eleitoral Povo Unido | 1 141  | 5,90 / 100,00   | 0 / 7      |
| Votos Inválidos         | Votos Inválidos             | 814    | 4,21 / 100,00   |            |
| Total                   | Total                       | 19 339 | 100,00 / 100,00 | 7 / 7      |
| Eleitorado/Participação | Eleitorado/Participação     | 25 987 | 74,42 / 100,00  |            |

### Valença
| Partido                 | Partido                     | Votos | %               | Vereadores |
| ----------------------- | --------------------------- | ----- | --------------- | ---------- |
|                         | Partido Socialista          | 2 154 | 38,56 / 100,00  | 2 / 5      |
|                         | Partido Social Democrata    | 1 556 | 27,86 / 100,00  | 2 / 5      |
|                         | Centro Democrático Social   | 1 323 | 23,68 / 100,00  | 1 / 5      |
|                         | Frente Eleitoral Povo Unido | 279   | 4,99 / 100,00   | 0 / 5      |
| Votos Inválidos         | Votos Inválidos             | 274   | 4,90 / 100,00   |            |
| Total                   | Total                       | 5 586 | 100,00 / 100,00 | 5 / 5      |
| Eleitorado/Participação | Eleitorado/Participação     | 9 619 | 58,07 / 100,00  |            |

### Viana do Castelo
| Partido                 | Partido                                 | Votos  | %               | Vereadores |
| ----------------------- | --------------------------------------- | ------ | --------------- | ---------- |
|                         | Partido Social Democrata                | 10 930 | 31,67 / 100,00  | 3 / 7      |
|                         | Partido Socialista                      | 7 424  | 21,51 / 100,00  | 2 / 7      |
|                         | Centro Democrático Social               | 6 002  | 17,39 / 100,00  | 1 / 7      |
|                         | Frente Eleitoral Povo Unido             | 5 949  | 17,24 / 100,00  | 1 / 7      |
|                         | Grupos Dinamizadores de Unidade Popular | 967    | 2,80 / 100,00   | 0 / 7      |
|                         | Partido Popular Monárquico              | 492    | 1,43 / 100,00   | 0 / 7      |
|                         | MRPP                                    | 398    | 1,15 / 100,00   | 0 / 7      |
| Votos Inválidos         | Votos Inválidos                         | 2 349  | 6,80 / 100,00   |            |
| Total                   | Total                                   | 34 511 | 100,00 / 100,00 | 7 / 7      |
| Eleitorado/Participação | Eleitorado/Participação                 | 49 217 | 70,12 / 100,00  |            |

### Vila Nova de Cerveira
| Partido                 | Partido                     | Votos | %               | Vereadores |
| ----------------------- | --------------------------- | ----- | --------------- | ---------- |
|                         | Partido Social Democrata    | 1 860 | 46,63 / 100,00  | 3 / 5      |
|                         | Partido Socialista          | 1 272 | 31,89 / 100,00  | 2 / 5      |
|                         | Centro Democrático Social   | 484   | 12,13 / 100,00  | 0 / 5      |
|                         | Frente Eleitoral Povo Unido | 164   | 4,11 / 100,00   | 0 / 5      |
| Votos Inválidos         | Votos Inválidos             | 209   | 5,24 / 100,00   |            |
| Total                   | Total                       | 3 989 | 100,00 / 100,00 | 5 / 5      |
| Eleitorado/Participação | Eleitorado/Participação     | 6 207 | 64,27 / 100,00  |            |